# Teodeberto II
Teodeberto II (586 – 612) è stato un re franco della dinastia dei merovingi che, dal 596 alla morte, regnò sull'Austrasia.

## Origine
Era il figlio maschio primogenito del re dei Franchi dell'Austrasia Childeberto II e di Faileuba che Gregorio di Tours, cita, senza però precisarne gli ascendenti.

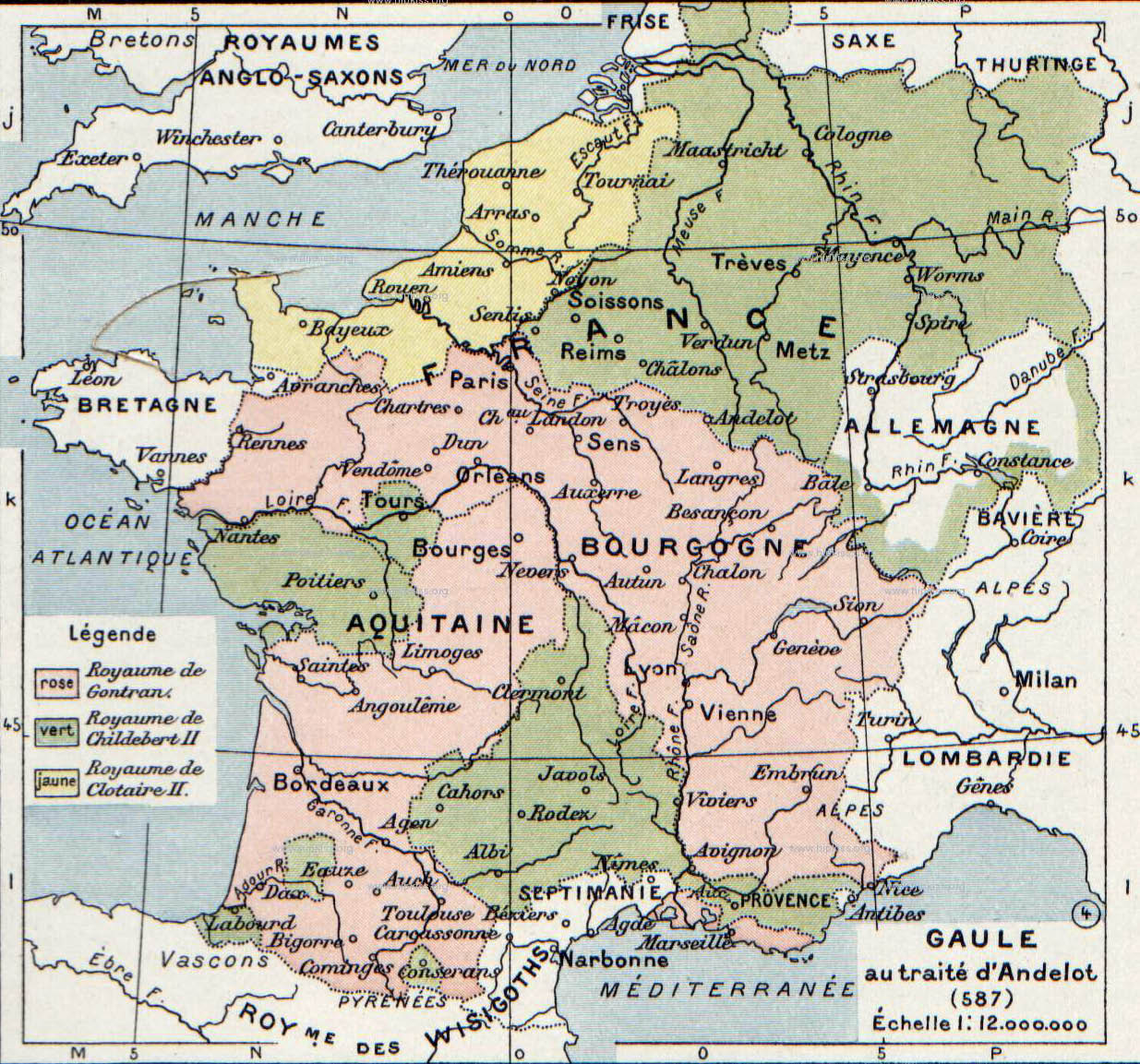
Il regno dei Franchi nel 587. Nel 595 il regno di Austrasia (colorato in verde) fu ereditato da Teodeberto II.

## Biografia
La nascita di Teodeberto è ricordata sia nelle cronache di Gregorio Tours, che precisa che il prozio, Gontrano, re di Burgundia, ne fu molto felice e gli inviò molti regali, che in quella di Fredegario.
I genitori, Childeberto II e Faileuba, morirono assieme nel 595, a quanto si dice per avvelenamento; Teodeberto, di dieci anni, e il fratello Teodorico, di nove, divennero rispettivamente re d'Austrasia e re di Burgundia, entrambi sotto la reggenza della nonna Brunechilde, che dovette fronteggiare una minaccia di invasione degli Avari, che avevano invaso la Turingia e che, secondo Paolo Diacono, furono convinti a rientrare in Pannonia, dopo che era stato loro pagato un tributo in denaro.
Teodeberto si era insediato a Metz, assieme alla nonna, e governò sotto la di lei guida, che, da Metz, governava anche la Burgundia per conto di Teodorico II, che si era insediato a Orléans.

### La guerra contro la Neustria
Tra Brunechilde e Fredegonda (reggente per Clotario II del regno di Neustria) si riaprì il conflitto iniziato nel 568, quando Fredegonda aveva fatto uccidere la sorella di Brunechilde, Galsuinda.
 Fredegonda e Clotario II, nel 596, occuparono Parigi, poi marciarono contro Teodorico II e Teodeberto II, su cui riportarono una chiara vittoria nello scontro avvenuto nel bosco di Leucofao (vicino al paese di Dizy-le-Gros).
Nel 599, quando Brunechilde venne cacciata dal regno di Austrasia da un gruppo di nobili rivoltosi e fu costretta a riparare in Borgogna, Teodebaldo si sottrasse all'autorità della nonna.
Clotario II, che intanto era rimasto orfano di Fredegonda (597), fu facilmente sconfitto presso Dormelles (600) dalle truppe di Teodeberto e Teodorico.
Nel 602, assieme al fratello, sconfisse i Vasconi rendendoli loro tributari.
Teodorico, sotto la spinta della nonna, nel 604 sbaragliò presso Étampes le truppe di Clotario, liberò Orléans assediata e occupò Parigi, ma non riuscì ad eliminare Clotario, in cui aiuto era giunto Teodeberto II con l'onerosa pace di Compiègne, che Clotario fu costretto ad accettare, salvando il suo esercito e rientrando in patria.

### Gli scontri con il fratello e la morte
Gli anni seguenti, a partire dal 605, furono segnati dagli scontri armati tra Teodeberto II che, manovrato ormai dai nobili austrasiani, fu definito dalla nonna "figlio di un giardiniere", e Teodorico, che ambiva a impadronirsi della Neustria.
Nel 610 Teodeberto, con l'inganno, riuscì a circondare Teodorico obbligandolo a cedergli l'Alsazia (che aveva appena conquistato) e il territorio di Toul, la Champagne attorno a Troyes e la Turgovia.
Ma nel 611 Teodorico strinse un patto con Clotario II affinché quest'ultimo non intervenisse nella guerra tra lui e suo fratello Teodeberto.
Dopo un anno di preparazione Teodorico II attaccò Teodeberto e lo sconfisse a Toul; poi, dato che Teodeberto era riuscito a fuggire con una parte dell'esercito, lo inseguì e lo raggiunse sulle rive della Mosella, a Tolbiac (612), dove Teodeberto aveva raccolto intorno a sé anche Sassoni e Turingi ma dove fu definitivamente sconfitto, nella cruenta battaglia che ne seguì. Allora Teodeberto tentò nuovamente di fuggire, con pochi intimi, ma fu catturato a sud di Zülpich, condotto a Colonia, senza vesti regali, davanti a Teodorico, che lo inviò in catene a Chalon; a Chalon fu giustiziato, probabilmente per ordine della nonna Brunechilde.
Teodeberto fu il primo sovrano dei Merovingi a coniare monete d'oro con il proprio nome e la propria effigie.

## Matrimoni e discendenza
Nel 608 Teodeberto sposò Bilichilde, che era stata serva di Brunechilde. Ma, nel 610, Teodeberto uccise Bilichilde, che nel frattempo gli aveva dato due figli:
- Clotario (?- 612), citato da Fredegario[15]
- una figlia (?- dopo il 613), ricordata da Paolo Diacono, che però non cita il nome, per il suo fidanzamento con Adaloaldo, figlio del re dei Longobardi Agilulfo[16],

Allora Teodeberto sposò Teodechilde, che gli diede un figlio:
- Meroveo (611- 612), ucciso per ordine di Teodorico II[13].

## Ascendenza
|                |   |            | Genitori |  |  | Nonni |  |  | Bisnonni   |  |  | Trisnonni  |  |
|                |   |            |          |  |  |       |  |  | Clotario I |  |  | Clodoveo I |  |
|                |   |            |          |  |  |       |  |  | Clotario I |  |  | Clodoveo I |  |
|                |   | Clotilde   |          |  |  |       |  |  | Clotario I |  |  |            |  |
| Sigeberto I    |   |            |          |  |  |       |  |  | Clotario I |  |  |            |  |
|                |   | Ingonda    | …        |  |  |       |  |  |            |  |  |            |  |
|                |   | Ingonda    | …        |  |  |       |  |  |            |  |  |            |  |
|                |   | Ingonda    | …        |  |  |       |  |  |            |  |  |            |  |
| Childeberto II |   | Ingonda    |          |  |  |       |  |  |            |  |  |            |  |
|                |   | Atanagildo | …        |  |  |       |  |  |            |  |  |            |  |
|                |   | Atanagildo | …        |  |  |       |  |  |            |  |  |            |  |
|                |   | Atanagildo | …        |  |  |       |  |  |            |  |  |            |  |
| Brunechilde    |   | Atanagildo |          |  |  |       |  |  |            |  |  |            |  |
|                |   | Gosvinta   | …        |  |  |       |  |  |            |  |  |            |  |
|                |   | Gosvinta   | …        |  |  |       |  |  |            |  |  |            |  |
|                |   | Gosvinta   | …        |  |  |       |  |  |            |  |  |            |  |
| Teodeberto II  |   | Gosvinta   |          |  |  |       |  |  |            |  |  |            |  |
|                | … | …          |          |  |  |       |  |  |            |  |  |            |  |
|                | … | …          |          |  |  |       |  |  |            |  |  |            |  |
|                | … | …          |          |  |  |       |  |  |            |  |  |            |  |
| …              | … |            |          |  |  |       |  |  |            |  |  |            |  |
|                |   | …          | …        |  |  |       |  |  |            |  |  |            |  |
|                |   | …          | …        |  |  |       |  |  |            |  |  |            |  |
|                |   | …          | …        |  |  |       |  |  |            |  |  |            |  |
| Faileuba       |   | …          |          |  |  |       |  |  |            |  |  |            |  |
|                |   | …          | …        |  |  |       |  |  |            |  |  |            |  |
|                |   | …          | …        |  |  |       |  |  |            |  |  |            |  |
|                |   | …          | …        |  |  |       |  |  |            |  |  |            |  |
| …              |   | …          |          |  |  |       |  |  |            |  |  |            |  |
|                |   | …          | …        |  |  |       |  |  |            |  |  |            |  |
|                |   | …          | …        |  |  |       |  |  |            |  |  |            |  |
|                |   | …          | …        |  |  |       |  |  |            |  |  |            |  |
|                |   | …          |          |  |  |       |  |  |            |  |  |            |  |

### Fonti primarie
- (LA)  Gregorio di Tours, Historia Francorum Testo disponibile su Wikisource.
- (LA)  Paolo Diacono, Historia Langobardorum Testo disponibile su Wikisource[collegamento interrotto].
- (LA)  Fredegario, FREDEGARII SCHOLASTICI CHRONICUM CUM SUIS CONTINUATORIBUS, SIVE APPENDIX AD SANCTI GREGORII EPISCOPI TURONENSIS HISTORIAM FRANCORUM.

### Letteratura storiografica
- Christian Pfister, La Gallia sotto i Franchi merovingi. Vicende storiche, in Storia del mondo medievale - Vol. I, Cambridge, Cambridge University Press, 1978,  pp. 688-711.
- Christian Pfister, La Gallia sotto i Franchi merovingi, istituzioni, in Storia del mondo medievale - Vol. I, Cambridge, Cambridge University Press, 1978,  pp. 712-742.
- L.M. Hartmann e W.H. Hutton, L'Italia e l'Africa imperiali: amministrazione. Gregorio Magno, in Storia del mondo medievale - Vol. I, Cambridge, Cambridge University Press, 1978,  pp. 810-853.